# Jerónimo Sempere
Jerónimo Sempere, poeta español de Renacimiento, llamado también Jerónimo Sampere o Jerónimo de Sampedro.

## Biografía
Seguramente de origen valenciano, pues habló dicha lengua y en 1532 organizó en la iglesia de Santa Catalina Mártir el último certamen poético de cierta importancia en valenciano. Luego compondría un poema de épica culta en español, La Carolea (1560), que narra algunos momentos de la vida del emperador Carlos V; la obra adolece de maniqueísmo, pues mientras que el héroe aparece adornado de todas las perfecciones Francisco I de Francia no posee ninguna, es déspota y necio. Hay personajes alegóricos, como la Fama y la Esperanza, descripciones del infierno, sueños proféticos y visiones fantásticas. Consta de dos partes y cada una va precedida de un resumen argumental. Aunque alguna vez cae en la monotonía, la obra posee un lenguaje ágil. Se inicia poco antes de la batalla de Pavía y termina con la derrota turca de Buda. Se compondrá luego otra obra de igual título por Juan Ochoa de la Salde, de 1585. Ambas son laudatorias composiciones en verso enaltecedoras de la figura de Carlos V. La Carolea fue elogiada por Cervantes en el capítulo VII de la primera parte del Quijote, después del escrutinio de la biblioteca de Don Quijote.
Sempere escribió también la Caballería celestial, libro de caballerías a lo divino, en dos partes. La primera parte, aparecida en Amberes en 1554, es una versión caballeresca y alegórica del Antiguo Testamento, y en ella se relatan, en el estilo típico de los libros de caballerías, las vidas de varios de los patriarcas, profetas, jueces y reyes de Israel, presentados como caballeros, mientras que Dios es el Emperador Celestial. En la segunda parte, la alegoría se refiere al Nuevo Testamento, y su protagonista es Jesús, presentado también como caballero andante, hijo del Emperador Celestial. La obra de Sampedro alcanzó escasa popularidad, pero su tratamiento de los temas bíblicos despertó recelos en la Iglesia católica, que la incluyó en el Índice de los libros prohibidos.
- Datos: Q5929600
- Textos: Autor:Jerónimo Sempere